# Station Wola Bierwiecka
Station Wola Bierwiecka is een spoorwegstation in de Poolse plaats Bierwiecka Wola.